# Rogmocrypta
Rogmocrypta là một chi nhện trong họ Salticidae.